# Bāgh-e Vazīr
Bāgh-e Vazīr (persiska: باغ وزیر) är en ort i Iran.   Den ligger i provinsen Östazarbaijan, i den nordvästra delen av landet, 600 km nordväst om huvudstaden Teheran. Bāgh-e Vazīr ligger 1 419 meter över havet och antalet invånare är 610.
Terrängen runt Bāgh-e Vazīr är kuperad norrut, men söderut är den platt.Runt Bāgh-e Vazīr är det ganska tätbefolkat, med 56 invånare per kvadratkilometer. Närmaste större samhälle är Soofian, 4,0 km öster om Bāgh-e Vazīr. Trakten runt Bāgh-e Vazīr består i huvudsak av gräsmarker.